# Haan
Haan è una città di 30 298 abitanti della Renania Settentrionale-Vestfalia, in Germania.
Appartiene al distretto governativo (Regierungsbezirk) di Düsseldorf ed al circondario di Mettmann (targa ME).
Haan si fregia del titolo di "Media città di circondario" (Mittlere kreisangehörige Stadt).

## Amministrazione

### Gemellaggi
Haan è gemellata con:
- Eu (Senna Marittima)
- Bad Lauchstädt
- Dobrodzień